# Jeägeloaivi
Jeägeloaivi är en kulle i Finland.   Den ligger i den ekonomiska regionen Norra Lappland och landskapet Lappland, i den norra delen av landet, 1 000 km norr om huvudstaden Helsingfors. Toppen på Jeägeloaivi är 443 meter över havet, eller 112 meter över den omgivande terrängen. Bredden vid basen är 1,9 km.
Terrängen runt Jeägeloaivi är platt åt nordost, men åt sydväst är den kuperad.  Trakten runt Jeägeloaivi är nära nog obefolkad, med mindre än två invånare per kvadratkilometer. Omgivningarna runt Jeägeloaivi är i huvudsak ett öppet busklandskap.